# 约瑟夫·普雷斯特维奇
约瑟夫·普雷斯特维奇（英語：Joseph Prestwich，1812年3月12日—1896年6月23日）是一位英国地质学家和商人，专攻第三紀地质史，1853年当选皇家学会会士，1870–1872年间任伦敦地质学会会长，伦敦地质学会颁发的普雷斯特维奇奖章以其名字命名，他的妻子格蕾丝·普雷斯特维奇是休·法康納的侄女。